# Ghost Writer
Ghost Writer je druhé sólové studiové album amerického hudebníka Garlanda Jeffreyse. Vydáno bylo roku 1977 vydavatelstvím A&M Records. Deska obsahuje také píseň „Wild in the Streets“, kterou původně Jeffreysovo předchozí vydavatelství Atlantic Records vydalo roku 1973 jako singl. Jeffreys později píseň od společnosti Atlantic zakoupil zpět a vydal ji na tomto albu. Píseň pojednává o příběhu dvou dětí v Bronx, které vytlačily dívku ze střechy.

## Seznam skladeb
Autorem všech skladeb je Garland Jeffreys.
1. „Rough and Ready“
2. „I May Not Be Your Kind“
3. „New York Skyline“
4. „Cool Down Boy“
5. „Ghost Writer“
6. „Lift Me Up“
7. „Why-O“
8. „Wild in the Streets“
9. „35 Millimeter Dreams“
10. „Spanish Town“

## Obsazení
- Garland Jeffreys – zpěv, kytara, perkuse
- Leon Pendarvis – klávesy
- Don Grolnick – klávesy
- Dr. John – klávesy
- Rubens Bassini – perkuse
- Al Cohn – saxofon
- Michael Brecker – saxofon
- David Sanborn – saxofon
- Phil Messina – pozoun
- Danny Cahn – trubka
- Burt Collins – trubka
- Randy Brecker – trubka
- David Spinozza – kytara, klávesy
- Hugh McCracken – kytara, harmonika
- Sugar Bears – kytara
- Alan Freedman – kytara
- Anthony Jackson – baskytara
- Steve Gadd – bicí
- John Boudreaux – bicí
- Lynn Pitney – doprovodné vokály
- Arnold McCutler – doprovodné vokály
- David Peel – doprovodné vokály
- James Taylor – doprovodné vokály
- David Lasley – doprovodné vokály